# Корекс
Корекс (англ. Corex) — процесс производства чугуна путём прямого восстановления железа, а также одноимённая установка, в которой реализован такой процесс. В качестве сырья в процессе используются окатыши или кусковая железная руда, в качестве восстановителя и источника тепла — уголь.

## История
Технология была разработана немецкой Korf Engineering и австрийской VAI. Первые опытные плавки состоялись в городе Кель на металлургическом заводе Badische Stahlwerke в 1977 году. В 1981—1987 годах в Келе на пилотной установке мощностью 70 тыс. т чугуна в год происходила отработка технологии. 10 кампаний печи были выработаны за 6000 часов.
В конце 1989 года в Претории на заводе Iscor была введена в эксплуатацию первая промышленная установка Corex мощностью 1000 т чугуна в сутки. Далее чугун использовался для производства стали в дуговых печах. В 1995 году VAI построила установку Corex мощностью 2000 т чугуна в сутки в Южной Корее для POSCO, а в 1998 году — аналогичную установку в ЮАР на заводе Saldanha Steel. Отличительной особенностью проекта в ЮАР стало использование отходящего газа от установки Corex после отмывки от {\displaystyle {\ce {CO2}}} в модуле Midrex.
В 1999 году была запущена установка Corex мощностью 2000 т чугуна в сутки на заводе Jindal Vijayanagar Steel в Индии.
К 2007 году совокупное мировое производство чугуна с использованием процесса Corex оценивалось в 6 млн т. Действующие установки находились в ЮАР (0,65 млн т/год), Индии (0,8 млн т/год) и Южной Корее (0,8 млн т/год). В 2007 и 2011 годах были построены две установки в Шанхае суммарной мощностью 3 млн т/год. По оценкам 2013 года, в мире действовало 7 установок Corex суммарной производительностью около 7 млн т чугуна в год.

## Технология и оборудование
Процесс Corex является двухстадийным и осуществляется в комбинированном агрегате, совмещающем шахтный восстановительный реактор и плавильную печь, расположенные друг над другом. В качестве сырья в процессе используются окатыши или кусковая железная руда, в качестве восстановителя и источника тепла — уголь. Железорудные материалы частично восстанавливаются до степени металлизации 90—93 % в шахтном реакторе газом, который поступает из плавильной печи-газификатора. Получаемое губчатое железо загружается в плавильную печь-газификатор, расположенную ниже, где происходит плавление и окончательное восстановление железа с образованием чугуна.
В печь-газификатор подаётся уголь фракции 0—50 мм, для сжигания которого через фурмы вдувается кислород. Образовавшийся от сжигания угля газ, состоящий в основном из {\displaystyle {\ce {CO}}} и {\displaystyle {\ce {H2}}}, после газоочистки подаётся на фурмы восстановительного реактора. Требуемую для оптимального процесса восстановления температуру в 800—850  °C получают путём подмешивания к горячему газу холодного восстановительного газа.
Продуктом процесса Corex является чугун с содержанием углерода до 4 %, 0,4—2,5 % кремния и 0,02—0,1 % серы. Содержание фосфора в получаемом чугуне зависит от качества применяемых железорудных материалов и угля.
В период запуска агрегата после остановок вместо угля используется кокс для формирования коксовой насадки в нижней части плавильной печи.
К недостаткам процесса относят невозможность интенсификации процесса из-за температурных ограничений процесса твёрдофазного восстановления. Существенное повышение температуры восстановления ограничено необходимостью поддержания сыпучести железорудных материалов. Также процесс Corex непригоден для переработки пылеватых материалов, требуя их окускования.